# Jef Ceulemans (regisseur)
Jef Ceulemans (Lier, 23 juli 1929) is een Belgisch acteur en regisseur. Hij regisseerde voor de Vlaamse Radio- en Televisieomroeporganisatie (destijds BRT) registraties van jazzmuziek, maar vooral jeugdreeksen, waaronder Het Veenmysterie (1982), Bart Banninks (1972) en Rogier van Ter Doest (1976).
Ceulemans' carrière als acteur begon in 1955 en eindigde in 1966. Hij speelde bij het reizende gezelschap Het Vlaams Schouwtoneel. Dit maakte van 1955 tot 1960, in navolging van Jean Vilar, toneel "voor de man van de straat". Het gaf voorstellingen van vooral klassiekers op de namiddag voor scholen en in de avond voor algemeen publiek. Oprichter Etienne Debel trok hiervoor professioneel gevormde acteurs aan, die voor langere tijd onder contract stonden. Andere leden waren onder meer Raf Reymen, Marcel Peeters, Mimi Peetermans, Jan Peré, Jeanne Geldof en Ivo Pauwels.
Ceulemans regisseerde de Koninklijke toneelkring de Dijlezonen uit Leuven.
Als schrijver boekte Ceulemans verschillende successen. Met het drama in drie bedrijven Renée won hij een prijsvraag van het Algemeen Katholiek Vlaams Toneelverbond. In 1963 kreeg hij een tweede prijs voor Lament voor 31 augustus (Jim) bij een jubileumprijsvraag van de Koninklijke Toneelvereniging De Broedermin In 1964 kreeg Ceulemans de ANV-Visser Neerlandiaprijs voor zijn televisiespel De vrouw en ik.

## Oeuvre

### Toneel

#### Acteur
- 1957: Electra - Vlaams Schouwtoneel, door Sophocles, vertaling Frans Cluytens, regie Etienne Debel[6]
- 1959: Volpone - Koninklijke Vlaamse Schouwburg Brussel, door Ben Jonson, regie Edward Deleu[7]
- 1960: Proces om Jezus - Koninklijke Vlaamse Schouwburg Brussel, door Diego Fabri, regie Gella Allaert[8]
- 1960: Mijn broer David - Vlaams Schouwtoneel, door Roger MacDougall en Ted Allan, vertaling: Edward Deleu[9]

#### Regisseur
- 1963: Huis zonder vensters - De Dijlezonen, door Richard Reich, vertaling Ab Vanderlinden[10]
- 1963: Fluffy neemt de leiding - De Dijlezonen, Ramshackle Inn door George Batson, vertaling Jan Teulings[11]
- 1965: Kom terug Kleine Sheba - De Dijlezonen, Come Back, Little Sheba door William Inge[12]
- 1965: De sleutel - de Dijlezonen, een thriller van Philip Mackie[13][14][15]
- 1967: Regen - De Dijlezonen, door William Somerset Maugham[16]
- 1967: Kom, doe eens wat - De Dijlezonen, Come blow your horn door Neil Simon[17]
- 1968: Een moordkans - De Dijlezonen, The Big Killing door Philip Mackie[18]
- 1968: Boeven en Madeliefjes - De Dijlezonen, door George Batson[19]

#### Vertaler
- 1952: De engel in het pandjeshuis - Koninklijke Nederlandse Schouwburg, door J.B. Shiffrin, regie Edward Deleu[20]
- 1968: Rode Magie - toneelgroep Ensemble, door Michel de Ghelderode, regie Herman Vinck[21][22]

#### Schrijver
- 1953: Renée - opgevoerd door het Reizend Volkstheater (Stadsschouwburg Antwerpen), regie Rik Jacobs[23][24][3]
- 1958: Op dit ogenblik - Vlaams Schouwtoneel, regie Jan Peré[25]
- 1963: Lament voor 31 augustus (Jim) - Koninklijke Toneelvereniging De Broedermin, regie Maurits Apers[4]

### Televisie

#### Acteur
- 1960 Het geheim van Killary Harbour - serie rond een mysterie in een Iers havenstadje [26]
- 1960 Moordverhaal - als de romanschrijver, TV-spel met Anton Peters, Nand Buyl en Yvonne Lex.[27]
- 1961 Tijl Uilenspiegel - historisch feuilleton[26]

#### Regisseur van jeugdreeksen
- 1964/68 Kapitein Zeppos[28]
- 1972: Bart Banninks - jeugdreeks van de BRT
- 1974: Magister Maesius - 13-delige jeugdreeks van de BRT
- 1975: Tim - jeugdreeks van de BRT
- 1976: Rogier van Ter Doest - [28]
- 1977: Circus Rondau - 13-delige jeugdreeks van de BRT
- 1978: Dirk van Haveskerke - [28]
- 1979: De Wonderwinkel - Vlaamse tekenfilmserie van Gommaar Timmermans[29]
- 1982: Het Veenmysterie - 13-delige jeugdreeks van de BRT[30]

#### Tienerklanken
- 1964: Tienerklanken - Special over Charlotte Salomon[31]
- 1964: Tienerklanken - Special over de werking van de politie in Antwerpen[32]
- 1964: Tienerklanken - Special over Charles Aznavour met gesprekken op zijn ranch nabij Parijs[33]
- 1966: Tienerklanken - serie over de Vlaamse jeugdclubs[34]
- 1967: Tienerklanken - reeks Swinging Tien[35]
- 1978: Tienerklanken - Special Jazz in de molen, optreden trio Charlie Byrd in de Roomanmolen in Sint-Pauwels, presentatie: Jef Ceulemans[36]

#### Overig werk
- 1966: De zoo van Zonderdieren - TV-spel voor de jeugd[37]
- 1980: Antilove-Story - naar de roman van Julien van Remoortere (Vlaamse TV, 27-10 en 3-11)[38][39][40]
- 1983: Kameleon - informatief kinderknutselprogramma, editie over het boerenleven op Hof te Putte te Meldert[41]
- 1987: So What? - Serie met afleveringen van fragmenten uit het festival Jazz Middelheim 1987[42]
- 1995: Tekens - documentaire over George Grard. Deze werd in 1995 op BRTN 2 uitgezonden.[43]